# Маркиз де Вальеэрмосо
Маркиз де Вальеэрмосо — испанский дворянский титул. Он был создан 15 ноября 1679 года королем Испании Карлом II для Франсиско Антонио Букарелли и Вильясис (1648—1713), сына Луиса Букарелли и Фердерики и его жены Марии де Вильясис.
24 декабря 1790 года Николас Мануэль де Букарелли и Вильясис, супруг и дядя Хуаны Марии де Букарелли и Баэса, 4-й маркизы де Вальеэрмосо и 4-й графини де Херена, получил от короля Испании титул гранда.

## Маркизы де Вальеэрмосо
|                                           | Титул                                     | Период                                    |
| Креация создана королем Испании Карлом II | Креация создана королем Испании Карлом II | Креация создана королем Испании Карлом II |
| ----------------------------------------- | ----------------------------------------- | ----------------------------------------- |
| I                                         | Франсиско Антонио Букарелли и Вильясис    | 1679 — 1713                               |
| II                                        | Луис де Букарелли и Энестроса             | 1713 — 1740                               |
| III                                       | Хосе Франсиско де Букарелли и Урсуа       | 1740 — 1781                               |
| IV                                        | Хуана Мария де Букарелли и Баэса          | 1781 — 1810                               |
| V                                         | Мария дель Пилар де Букарелли и Себриан   | 1810 — 1828                               |
| VI                                        | Хуан Баутиста де Керальт и Букарелли      | 1828 — 1873                               |
| VII                                       | Иполито де Керальт и Бернальдо де Кирос   | 1873 — 1877                               |
| VIII                                      | Энрике де Керальт и Фернандес Макейра     | 1877 — 1933                               |
| IX                                        | Энрике де Керальт и Хиль-Дельгадо         | 1933 — 1992                               |
| X                                         | Энрике де Керальт и Чаварри               | 1993 — настоящее время                    |

## История маркизов де Вальеэрмосо
- Франсиско Антонио Букарелли и Вильясис (1648—1713), 1-й маркиз де Вальеэрмосо.

1. Супруга — Констанса де Энестроса и Рибера, дочь Перафана де Риверы Энестросы и Усодемара, сеньора де ла Куэва дель Рей, и Инес Марии Фернандес де Кордовы и Налиндо де Риверы. Ему наследовал их сын:

- Луис Букарелли и Энестроса (1675—1740), 2-й маркиз де Вальеэрмосо.

1. Супруга — Анна де Урсуа Лассо де ла Вега, 4-я графиня де Херена, дочь Адриана де Урсуа, 3-го графа де Херена. Ему наследовал их сын:

- Хосе Франсиско де Букарелли и Урсуа (1707—1781), 3-й маркиз де Вальеэрмосо, 5-й граф де Херена, виконт де Урсуа.

1. Супруга — Анна де Баэса Висентеро и Манрике, дочь Луиса Игнасио де Баэса и Мендоса, 3-го маркиза де Кастрамонте. Ему наследовала их дочь:

- Хуана Мария де Букарелли и да Баэса (6 мая 1739 — 13 сентября 1810), 4-я маркиза де Вальеэрмосо, 6-я графиня де Херена.

1. Супруг — дядя Николас Мануэль де Букарелли и Урсуа (1714—1798), сын Луиса Букарелли и Букарелли, 7-го графа де Херена, и Марии дель Росарио де Сильвы Себриан и Фернандеса де Миранды, 8-й графини де Фуэнклара. Ей наследовала её внучка, дочь Луиса Букарелли и Букарелли (1761—1794), 7-го графа де Херена, и Марии дель Росарио Себриан и Фернандес де Миранды (? — 1801), 8-й графини де Фуэнклара:

- Мария дель Пилар де Букарелли и Себриан (1789 — 11 июля 1828), 5-я маркиза де Вальеэрмосо, 8-я графиня де Херена, 10-я графиня де лас Амаюэлас, 9-я графиня де Фуэнклара, 6-я маркиза де Вальдекарсана, 10-я маркиза де Тарасена, 11-я графиня де Тахалу и виконтесса де Урсуа.

1. Супруг — Хуан Баутиста де Керальт и Сильва (1786—1865), 8-й граф де Санта-Колома, 6-й маркиз де Бесора, 11-й маркиз де Грамоса, 6-й маркиз де альболоте, 9-й маркиз де Алькончель, 14-й маркиз де Лансароте, 10-й маркиз де Альбасеррада, 16-й граф де Сифуэнтес, 7-й граф де ла Куэва, 7-й граф де ла Ривера. Ей наследовал их сын:

- Хуан Баутиста де Керальт и Букарелли (8 октября 1814 — 17 апреля 1873), 6-й маркиз де Вальеэрмосо, 11-й граф де лас Амаюэлас, 9-й граф де Санта-Колома, 7-й маркиз де Альболоте, 7-й маркиз де Бесора, 12-й маркиз де Грамоса, 10-й маркиз де Алькончель, 15-й маркиз де Лансароте, 11-й маркиз де Альбасеррада, 8-й граф де ла Куэва, 17-й граф де Сифуэнтес, 8-й граф де ла Ривера, 7-й маркиз де Вальдекарсана, 17-й маркиз де Каньете, 14-й маркиз де Тарасена, 11-й граф де Эскаланте, 17-й граф де Тахалу и 10-й граф де Вильямор.
  - Супруга — Мария Доминга Бернальдо де Кирос и Колон де Ларреатеги (1816—1884) дочь Антонио Марии Бернальдо де Кироса и Родригеса де лос Риоса, 6-го маркиза де Монреаль, маркиза де Сантьяго, 6-го маркиза де ла Симада, и Иполиты Колон де Ларреатеги и Бакедано, дочери 12-го герцога де Верагуа. Ему наследовал их сын:

- Иполито де Керальт и Бернальдо де Кирос (22 сентября 1841 — 12 июня 1877), 7-й маркиз де Вальеэрмосо, 12-й граф де лас Амаюэлас, 10-й граф де Санта-Колома, 8-й маркиз де Бесора, 13-й маркиз де Грамоса, 11-й маркиз де Алькончель, 16-й маркиз де Лансароте, 12-й маркиз де Альбасеррада, 9-й граф де ла Куэва, 9-й граф де ла Ривера, 8-й маркиз де Вальдекарсана, 18-й маркиз де Каньете, 15-й маркиз де Тарасена, 12-й граф де Эскаланте, 18-й граф де Тахалу, 11-й граф де Вильямор, 10-й граф де Херена
  - Супруга с 1866 года Мария Эльвира Зинаида Фернандес-Макейра и Оянгурен (1845—1906), дочь Ремигио Фернандеса и Макейры и Фресии Оянгурен и Скуэлья. Ему наследовал их старший сын:.

- Энрике де Керальт и Фернандес-Макейра  (13 июля 1867 — 13 января 1933), 8-й маркиз де Вальеэрмосо, 17-й маркиз де Лансароте, 13-й граф де лас Амаюэлас, 14-й маркиз де Грамоса, 12-й маркиз де Алькончель, 11-й граф де Санта-Колома, 9-й маркиз де Вальдекарсана, 19-й маркиз де Каньете, 16-й маркиз де Тарасена, 13-й граф де Эскаланте, 19-й граф де Тахалу, 12-й граф де Вильямор, 11-й граф де Херена, 10-й граф де ла Куэва, 10-й граф де ла Ривера, виконт де Сертера и виконт дель Инфантадо.
  - Супруга — Бригида Хиль-Дельгадо и Олосабаль (1889—1956), дочь Карлоса Антонио Валентина Хиль-Дельгадо и Такона и Марии Бригиды де Оласабаль и Гонсалес де Кастехон, 2-й маркизы де Берна. Ему наследовал их старший сын:

- Энрике де Керальт и Хиль-Дельгадо (10 октября 1910 — 11 апреля 1992), 9-й маркиз де Вальеэрмосо, 18-й маркиз де Лансароте, 12-й граф де Санта-Колома, 15-й маркиз де Грамоса, 20-й маркиз де Каньете, 13-й маркиз де Алькончель, 14-й граф де лас Амаюэлас, 14-й граф де Эскаланте, 20-й граф де Тахалу, 13-й граф де Вильямор, 12-й граф де Херена, 11-й граф де ла Куэва и 11-й граф де ла Ривера.
  - Супруга — Мария Виктория де Чаварри и Поведа (1911 — ?), дочь Виктора де Чавари и Андуиса, 1-го маркиза де Триано, и Марии Хосефы де Поведа и Эчагуэ. Ему наследовал их сын:

- Энрике де Керальт и Чаварри (род. 8 марта 1935), 10-й маркиз де Вальеэрмосо, 15-й граф де лас Амаюэлас, 13-й граф де Санта-Колома, 16-й маркиз де Грамоса, 14-й маркиз де Алькончель, 21-й маркиз де Каньете, 15-й граф де Эскаланта, 21-й граф де Тахалу и 14-й граф де Вильямор.
  - Супруга — Анна Роза де Арагон и де Пинеда, дочь Бартоломе Арагона Гомеса и Марии дель Пилар де Пинеды и Кабанельяс, 7-й маркизы де Кампо-Санто.